# Crazy Taxi 3: High Roller
Crazy Taxi 3: High Roller is het derde spel in de Crazy Taxi series ontwikkeld door Hitmaker en gepubliceerd door Sega voor de Xbox en Windows samen met een arcadeversie getiteld: Crazy Taxi: High Roller. Het is een vervolg op Crazy Taxi 2.

## Recensies
Het spel kreeg matige recensies. Het spel had een gemiddelde van 69/100 van Metacritic. Metacritic Game Revolution verklaarde dat de series oud begon te worden terwijl deze nieuwe versie weinig nieuws aanbiedt.

## Ontvangst
| Beoordeeld door            | Jaar | Platform | Score |
| -------------------------- | ---- | -------- | ----- |
| GamePro (US)               | 2002 | Xbox     | 80%   |
| Xboxdynasty (XD)           | 2005 | Xbox     | 79%   |
| The Next Level             | 2002 | Xbox     | 75%   |
| VicioJuegos.com            | 2005 | Xbox     | 70%   |
| X-Power                    | 2002 | Xbox     | 70%   |
| Game Revolution            | 2002 | Xbox     | 50%   |
| ActionTrip                 | 2004 | Windows  | 49%   |
| 4Players.de                | 2004 | Windows  | 42%   |
| Meristation                | 2002 | Xbox     | 40%   |
| Xbox World Australia (XWA) | 2003 | Xbox     | 35%   |

## Trivia
- Het spel is opgenomen in het boek 1001 Video Games You Must Play Before You Die van Tony Mott.